# Andai Györgyi
Andai Györgyi (Budapest, 1947. május 10. – Budapest, 2016. március 16.) Jászai Mari-díjas és Aase-díjas magyar színésznő.

## Életpályája
Gyerekszínészként 1960-ban, a Két emelet boldogság című játékfilmben szerepelt először filmben. 1963 és 1966 között amatőrként az Egyetemi Színpadon (Universitas Együttes) játszott. Főiskolai tanulmányait a Színház- és Filmművészeti Főiskolán végezte 1968–1972 között. 1972–73-ban a szolnoki Szigligeti Színház színésze volt. 1973–tól 1983-ig a Vígszínház tagja volt. 1983-ban a Népszínházhoz szerződött, az utóbbi társulat megszűnése után (1988) a Budapesti Kamaraszínház tagja lett. A 2013/2014-es évadtól a Játékszín (Budapest) előadásaiban játszott.
Utolsó bemutatója (Fassbinder: Petra von Kant – 2014. október 15.) és fellépése a Budapesti Katona József Színházban volt
2016. március 16-án hunyt el rákban, 20-án temették el a Kozma utcai izraelita temetőben.

## Színházi szerepei
A Színházi adattárban regisztrált bemutatóinak száma: 81. Ugyanitt tizenegy színházi fotón is látható.
- Kisfaludy Károly: A pártütők....Kántorné (Kisvárdai Várszínház)
- Ludovico Dolce: A kölyök....Caterina (Kisvárdai Várszínház)
- Carlo Goldoni: Mirandolina....Mirandolina (Szegedi Nemzeti Színház)
- Csiky Gergely: A kalap....Királyné (Kisvárdai Várszínház)
- Arthur Schnitzler: Literatura....Margarete (Radnóti Miklós Színpad)
- John Steinbeck: Egerek és emberek....Curlyné (Karinthy Színház)
- Szophoklész–Aiszkhülosz–Euripidész: Test-vér-harc....Iokaszté (Arany János Színház)
- Vidor Miklós: Átléptem a tegnapot....Cathrine (Ódry Színpad)
- Edward Knoblauch: Mérföldkövek....Emily (Ódry Színpad)
- Valentyin Katajev: Bolond vasárnap....Vera Szigorina (Városmajori Színpad)
- Jerome Kylti: Kedves hazug....Stella Campbell (Soproni Petőfi Színház)

### Szolnoki Szigligeti Színház
- Gyurkó László: Szerelmem, Elektra....Khrüszothemisz
- Valentyin Katajev: A kör négyszögesítése....Tánya
- Molière: Versailles-i rögtönzés....Molièrené
- Molière: Dandin György....Angyalka
- Hervé: Nebáncsvirág....Corinna
- George Bernard Shaw: Szent Johanna....Johanna

### Népszínház
- Czakó Gábor: Édes hármas avagy: Éljük túl Micit!....Veruska
- John Steinbeck: Egerek és emberek....Curlyné
- Móricz Zsigmond: Búzakalász....dr. Árva Kiss Endréné
- Illyés Gyula: A kegyenc....Eudoxia
- Csiky Gergely: Buborékok....Özv. Sereczkyné
- Lope de Vega: A kertész kutyája....Diana grófnő
- Szép Ernő: Lila ákác....Bizonyosné
- Páskándi Géza: A rejtekhely....Marie-Claire
- Anton Pavlovics Csehov: Cseresnyéskert....Sarlotta Ivanovna

### Vígszínház
- Mihail Bulgakov: Őfelsége komédiása....Mariette Rivaille
- Heinrich von Kleist: Homburg hercege....A választófejedelemné
- Alekszandr Vampilov: Vadkacsavadászat....Valerija
- Dosztojevszkij–Karjakin–Ljubimov: Bűn és bűnhődés....Katyerina Ivanovna
- Fejes Endre: Jó estét nyár, jó estét szerelem....Krisz
- Federico García Lorca: Bernarda Alba háza....Amelia
- Beaumarchais: Figaro házassága....Marcelina
- Alan Ayckbourn: Időzavar....Ruella
- Antonio Buero Vallejo: Az értelem álmai....Dona Gumersinda Goicoechea
- René de Obaldia: Vadnyugati szél....Miriam
- Déry Tibor–Pós Sándor: Képzelt riport egy amerikai popfesztiválról....Beverley
- Galambos Lajos: Fegyverletétel....Júlia
- Federico García Lorca: Donna Rosita avagy Virágnyelv....Második lány
- Gyurkovics Tibor: Az öreg....Szilvia

### Budapesti Kamaraszínház
- Kiss Csaba: Világtalanok....Mária
- Bengt Ahlfors: Színházkomédia....Matild
- Henrik Ibsen: Patkányiszony....Patkányanyu
- Robert Thomas: Nyolc nő....Augustine
- Robert Bolt: Morus....Alice More
- Jukio Misima: Sade márkiné....Simiane bárónő
- Szakcsi Lakatos Béla–Csemer Géza: Cigánykerék....Herzfield kisasszony
- Örkény István: Kulcskeresők....Erika
- Hare: Vissza a fegyverekhez....Grace Dunning
- Russel: Vértestvérek....Mrs. Lyons
- Federico García Lorca: Yerma....I.mosónő
- Gozsdu Elek: Lepkék a kalapon....Baán Márta
- Nell Dunn: Gőzben....Nancy
- Murphy: Ki kicsoda....Mona
- Dürrenmatt: Az öreg hölgy látogatása....Illné
- Martin McDonagh: A kripli....Eileen néni
- Ugo Betti: Bűntény a Kecskeszigeten....Pia
- Görgey Gábor: Örömállam....Madame Dézsávü
- Spiró György: Szappanopera....Nő
- Arthur Miller: Lefelé a hegyről....Leah Felt
- Ibsen: Kísértetek......Helene Alving
- François-Marie Banier: Soha nem szerettelek....Az anya
- Ingmar Bergman: Próba után....Rákel
- Federico García Lorca: Bernarda Alba háza....Angustias
- Per Olov Enquist: A nap 25. órája....Lelkésznő
- George Bernard Shaw: Pygmalion....Higginsné
- Schisgal: Második nekifutás....Marsa
- Prokofjeva: Tanúk nélkül....A nő

## Filmszerepei

### Játékfilmek
- Két emelet boldogság (1960)
- Szindbád (1971)
- Hangyaboly (1971)
- Lányarcok tükörben (1972)
- A vőlegény nyolckor érkezik (1972)
- Utazás Jakabbal (1972)
- Illatos út a semmibe (1973)
- Jelbeszéd (1974)
- Kopjások (1975)
- Fekete gyémántok I-II. (1976)
- Kojak Budapesten (1980)
- Aranyváros (2001)

### Tévéfilmek
- Második nekifutás
- Kávédaráló
- Öröklakás (1963)
- Bors (1968)
- Jó estét nyár, jó estét szerelem (1971)
- Bolond és szörnyeteg (1972)
- Felhőfejes (1972)
- A fekete Mercedes utasai (1973)
- Gulliver a törpék országában (1974)
- Delila (1974)
- Illetlenek (1974)
- Forduljon Psmithhez (1975)
- Volpone (1975)
- Tisztesség mindenáron (1975)
- A cárné összeesküvése (1976)
- Hungária Kávéház (1976)
- Százéves asszony (1976)
- Robog az úthenger (1976)
- A vonatok reggel indulnak (1976)
- Nulla óra, nulla perc (1977)
- Félreértett és elhanyagolt gyerekek (1977)
- A fantasztikum betör a detektívregénybe, avagy Daibret felügyelő utolsó nyomozása (1977)
- Váljunk el! (1979)
- Forró mezők (1979)
- Rablók (1979)
- IV. Henrik király (1979)
- Szegény Avroszimov (1979)
- Családi kör (1980)
- Szeplős Veronika (1980)
- Enyhítő körülmény (1980)
- A hiba nem az almában van (1981)
- A sárkány menyegzője (1983)
- Zsákutca (1984)
- Linda (1984)
- Mihail Bulgakov: Őfelsége komédiása (1985)
- Bevégezetlen ragozás (1985)
- A falu jegyzője 1-4. (1986)
- Boszorkánypalánta (1987)
- Halállista (1988)
- Margarétás dal (1989)
- Kéz kezet mos (1989)
- Csalással nem! (1990)
- Angyalbőrben (1991)
- Az aranygyapjú elrablása (1993)
- Családi album (2000-2001)
- Tűzvonalban (2009)

## Szinkronszerepei
- Dinasztia (televíziós sorozat): Alexis Morell Carrington Colby Dexter Rowan – Joan Collins
- Viszonyok: Eve Lukens – Mary Ellen Trainor
- Következő áldozat: Francesca Ferreto – Tereza Raquel
- Sándor Mátyás (televíziós sorozat): Rena Sandorf – Jutta Speidel
- Jóbarátok: Nora Bing – Morgan Fairchild
- Kastélyszálló: Pepi Maybach – Birgit Linauer
- A szerelem ösvényei: Rebeca Irribaren – Irina Areu
- Futballista feleségek: Hazel Bailey – Alison Newman
- Pacific Palisades – Siker, pénz, csillogás: Christina Hobson – Joan Collins
- Ötcsillagos szerelem: Ottilie Pankratz – Grit Böttcher
- Két pasi – meg egy kicsi: Evelyn Harper – Holland Taylor
- Vágyrajárók: Trudy Frank – Lynn Redgrave
- Életem legrosszabb hete: Angela Clayton – Nancy Lenehan
- A pénz színe: Janelle – Helen Shaver
- Csak kétszer élsz: Helga Brandt – Karin Dor
- Az asztronauta: Dr. Patraba – Samantha Eggar
- Amerikai gengszter: Mama Lucas – Ruby Dee
- Észak és Dél (minisorozat): Maud Hazard – Inga Swenson
- Todo modo (rendezte: Elio Petri, 1976) Giacinta, M. felesége – Mariangela Melato
- A brazíliai fiúk: Mrs. Doring – Rosemary Harris
- Mielőtt felkel a Nap: tenyérjós – Erni Mangold

## Díjai, kitüntetései
- Színházi aranygyűrű (1990)
- Jászai Mari-díj (1999)
- A Magyar Köztársasági Érdemrend lovagkeresztje (2009)[9]
- Aase-díj (2012)
- Kránitz Lajos-díj (2014)